# Mobile Analytic Laboratory Probe
Een Mobile Analytic Laboratory Probe, afgekort MALP, is een apparaat uit de televisieseries Stargate SG-1 en Stargate Atlantis. Het apparaat is niettemin gebaseerd op het echte concept van een onbemand voertuig .

## Overzicht
Het personeel van het Stargate Command gebruikt de MALP om onverkende planeten te analyseren, de MALP bepaalt of het milieu veilig is en identificeert aandachtspunten door het apparaat door Stargate te verzenden. Nadat de planeet kort door MALP is onderzocht en veilig wordt geacht, wordt een team toegewezen om de planeet te onderzoeken.